# Захаров Петро Михайлович
Петро Михайлович Захаров (нар. 5 липня 1940, с. Панська Слобода, нині РФ) — український художник-пейзажист.

## Життєпис
Петро Захаров народився 5 липня 1940 у селі Панській Слободі Ульянівської області, нині РФ.
Закінчив факультет суспільних професій Ульянівського педагогічного інституту.
Від 1972 — живе й творить у місті Чорткові.

## Творчість
Із шкільних років малює пейзажі. Пише з натури здебільшого олівцем.
Автор понад 100 робіт. Учасник виставок у Чорткові, Тернополі, в містах Ульяновської області (РФ).